# Braňany
Braňany (deutsch: Prohn, früher Bran, Brani, Brany) ist eine tschechische Gemeinde im Okres Most. Sie liegt an einer Straße von Most nach Bílina, auf einer Meereshöhe von 251 Metern, von beiden Seiten durch Hügel des Böhmischen Mittelgebirges und des Erzgebirges umgeben.

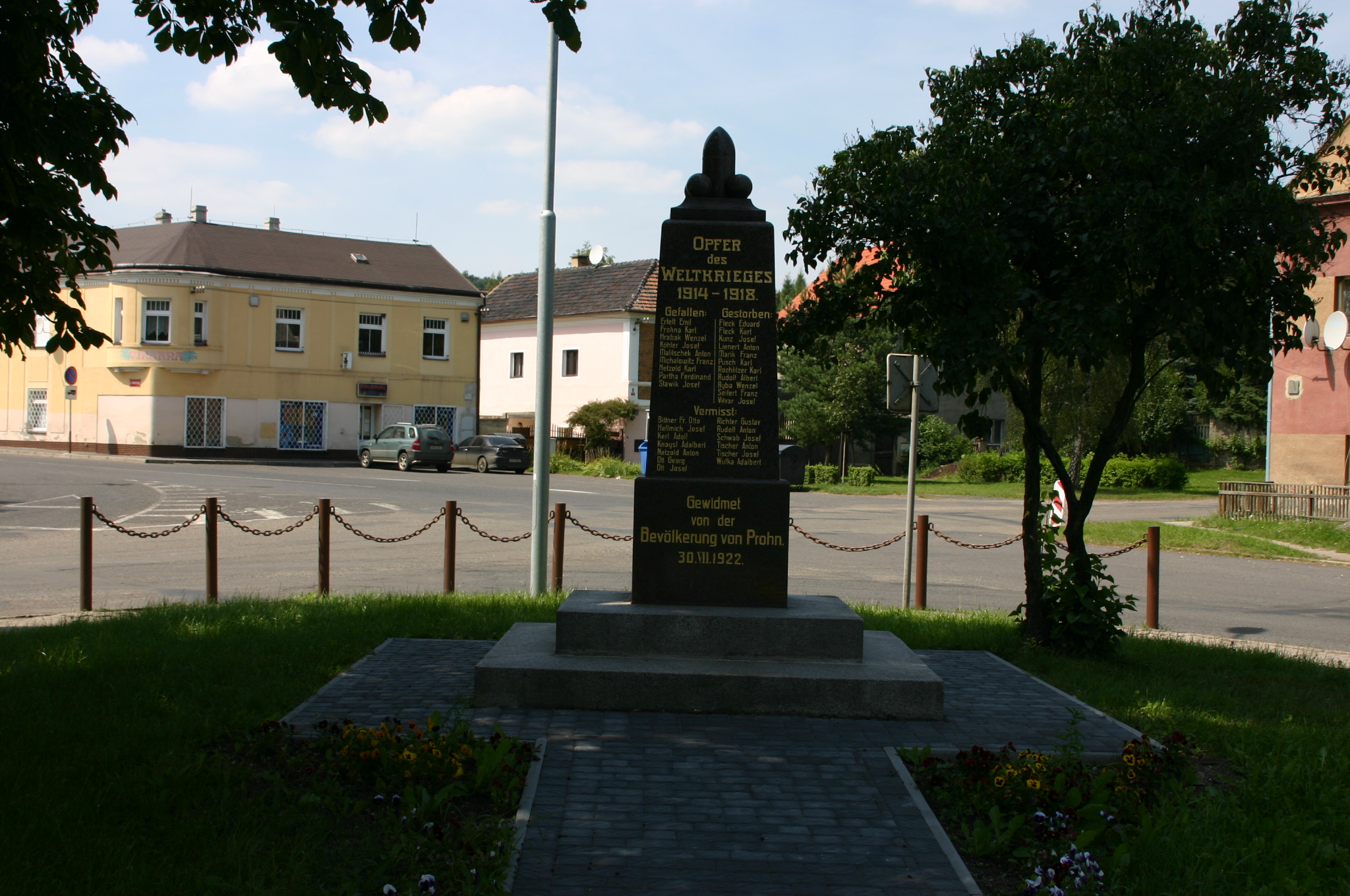
Ortsmitte mit Denkmal für den Ersten Weltkrieg

## Geschichte
Der Ort wurde 1239 erstmals als Herrschaft des Wolzik de Brani genannt. Anfang des 14. Jahrhunderts gehörte es Heinrich von Brany, Ritter von Riesenburg. Während der Hussitenkriege wurde der Besitz der Herren vom Roten Hof abgebrannt. Im 17. Jahrhundert gehörte das Dorf zur Kreuzritter Herrschaft Chanov. Später gehörte das Dorf den Herrschaften von Teplitz. Nach den Aufständen 1618 bis 1620 kam das Dorf zur böhmischen Krone und wurde nach und nach verkauft. Nach Errichtung der Doppelmonarchie Österreich-Ungarn 1867 war die Ortschaft Teil Cisleithaniens, im Anschluss an die Niederlage der Mittelmächte im Ersten Weltkrieg zugehörig zur Republik Deutschösterreich, wurde in der Folgezeit jedoch der neugegründeten Tschechoslowakei gemäß dem Vertrag von Saint-Germain zugeschlagen. 1938 wurde Prohn im Zuge des Münchener Abkommens ein Teil des Reichsgaues Sudetenland. Die meisten tschechischen Einwohner flüchteten nach Kladno und Slaný. Im Zuge der Beneš-Dekrete wurden die deutsche Bevölkerung nach Ende des Zweiten Weltkrieges vertrieben und das Gebiet fiel abermals an die Tschechoslowakei.

## Wirtschaft
Im 19. Jahrhundert begann der Bergbau, später Keramikindustrie. Zudem wurde Kies- und Sand abgebaut. Nach dem Ersten Weltkrieg begann die landwirtschaftliche Produktion. Heute sind im Ort Unternehmen der Lebensmittelindustrie, Kunststoffindustrie, Großhandel mit Gas sowie Schuh- und Arbeitsbekleidungshersteller angesiedelt.

## Demographische Daten
1168 Einwohner 2003 (1922 – 973 (davon 671 Deutsche). 1945 – 916).

## Gemeindegliederung
Die Gemeinde Braňany besteht aus den Ortsteilen Braňany (Prohn) und Kaňkov (Ganghof), die zugleich auch Katastralbezirke bilden.